# گرسشیرما
شهر گرسشیرمادر ایالت زاکسن در کشور آلمان واقع شده‌است.